# Gabriele Preziosi
Gabriele Preziosi (* 10. Mai 1884 in Caserta; † 1952 in Rom) war ein italienischer Diplomat.

## Leben
Gabriele Preziosi trat 1908 in den auswärtigen Dienst ein und wurde in Brüssel beschäftigt. Von 1910 bis 1920 war er Botschaftssekretär in London unter Guglielmo Imperiali di Francavilla. Vom 1. Juni 1924 bis zum 22. März 1926 war er Gesandter in Prag, vom 8. März 1928 bis zum 27. Oktober 1932 in Bukarest und vom 27. Oktober 1932 bis zum 7. August 1936 in Wien. Von 1939 bis zum 12. Dezember 1940 war er Gesandter in Buenos Aires.
Gabriele Preziosi heiratete Maria Tittoni, die Tochter von Bice und Tommaso Tittoni.